# 나노초
나노초(nanosecond, ns)는 10억 분의 1초를 가리키는 말이다.
국제 단위계(SI)에서 10억 분의 1초, 즉 1/1 000 000 000초 또는 10-9초에 해당하는 시간 단위이다.
이 용어는 SI 단위(예: 나노그램, 나노미터 등)의 10억 번째 약수를 나타내는 SI 접두사 nano-와 SI의 기본 시간 단위인 second를 결합한 것이다.
1나노초는 1,000피코초 또는 1/1,000마이크로초와 같다. 10-8에서 10-7초 사이의 시간 단위는 일반적으로 수십 또는 수백 나노초로 표시된다.
이 세분성의 시간 단위는 통신, 펄스 레이저 및 전자 관련 측면에서 일반적으로 발견된다.

## 같이 보기
- 국제단위계
- 마이크로초
- 밀리초
- 크기 정도 (시간)
- 초 (시간)